# Mira Potkonen
Mira Potkonen (17 novembre 1980) è una pugile finlandese.

## Palmarès
- Giochi olimpici

Rio de Janeiro 2016: bronzo nei pesi leggeri.
Tokyo 2020: bronzo nei pesi leggeri.
- Mondiali

Astana 2016: bronzo nei 60 kg.
Ulan-Udė 2019: bronzo nei 60 kg.
- Giochi europei

Minsk 2019: oro nei 60 kg.
- Europei

Sofia 2016: argento nei 60 kg.
Sofia 2018: oro nei 60 kg.
Alcobendas 2019: oro nei 60 kg.
- Campionati dell'Unione europea

Keszthely 2010: bronzo nei 60 kg.
Katowice 2011: bronzo nei 60 kg.
Keszthely 2013: bronzo nei 60 kg.
Cascia 2017: oro nei 60 kg.